# Cattedrale di Santo Stefano (Ancona)
La cattedrale di Santo Stefano è stata la prima chiesa cattedrale della città di Ancona.

## Storia
Lo storico Carisio Ciavarini, dal maggio 1876 Ispettore degli scavi e dei monumenti del Regio Commissariato per i Musei e Scavi di Antichità per l'Emilia e le Marche, riferisce la tradizione secondo la quale, durante il periodo in cui si cominciava a diffondere il Cristianesimo, circa verso il III secolo d.C., il culto cristiano venne introdotto in Ancona da un marinaio custode di una pietra raccolta dalla lapidazione del primo martire Santo Stefano, a cui fu dedicata una chiesa sull'omonimo colle, il Colle Santo Stefano, fuori dalle mura cittadine.
Lo storico anconetano Vincenzo Pirani afferma che:
Un giovane pellegrino di Casarea di Cappadocia (l'attuale Kayseri in Turchia) arriva ad Ippona. Egli viene cosi da lontano perché compie un pellegrinaggio, visitando i Santuari più noti del suo tempo, al fine di ottenere la guarigione da un male misterioso, frutto di una maledizione materna. Ad Ippona riceve questa grazia e ne dà conto al Vescovo, compilando una relazione sui fatti che precedono e provocano l’infermità, sui Santuari visitati e come, finalmente, viene esaudito....Il primogenito, egli dice, la grazia la meritò a Ravenna, nel Santuario del glorioso martire S. Lorenzo, mentre noi abbiamo continuato il nostro viaggio e tra i celeberrimi luoghi che abbiamo visitato siamo stati “anche in Ancona, città d'Italia dove per l'intercessione del gloriosissimo martire Stefano, il Signore opera molti miracoli"...
Ecco, a proposito di Ancona, cosa dice S. Agostino: "...Memoria ejus (cioè di S. Stefano) antiqua ibi erat et ipsa est ibi..." (...la sua memoria in quel luogo era antica ed essa stessa era in quel luogo...) e spiega come la reliquia di S. Stefano fosse giunta in Ancona. Quando lapidavano Stefano, precisa il Vescovo (d'Ippona - N.d.E.), vi erano anche presenti persone che non parteciparono alla lapidazione; uno dei sassi che colpirono il Santo, rimbalzando, cadde davanti ad uno religiosus, un catecumeno probabilmente; questi lo prese e lo conservò ed essendo marinaio, quando toccò il porto di Ancona gli fu rivelato che colà doveva lasciarlo. Obbedì e da allora cominciò ad esservi la memoria, ossia il tempietto dove si conservava la reliquia di S. Stefano ed i miracoli incominciarono dopo che fu rinvenuto, a Gerusalemme, il sepolcro del Protomartire, cioè dieci anni prima (del sermone di S. Agostino - N.d.E.), nel 415. In dieci anni, la notorietà del santuario di S. Stefano in Ancona era arrivata in Cappadocia, cioè nella regione montuosa interna nell'attuale Anatolia (Turchia) e sulle coste algerine...
Il sasso-reliquia rimase sicuramente nascosto sino all’editto costantiniano del 313, poi, in suo onore fu eretta la memoria, ossia un tempietto a pianta circolare o cruciforme, dove fu deposta con solennità. 
Questa è la memoria di cui parla S. Agostino, e che definisce antica e che, ai suoi tempi, esisteva ancora, la stessa che aveva visitato Paolo da Cesarea con la sorella, e dove avevano implorato invano la loro guarigione. La certezza dell'esistenza di questa memoria o "martyrion", come è anche chiamata, è pari alla non conoscenza della sua ubicazione. Poteva essere stata eretta sia nell'ambito della città che nel suburbio e poteva anche essere stata parte di un complesso culturale.»
La collocazione di detta cattedrale viene indicata perlopiù dai testi storici sul colle Astagno di Ancona, nella parte orientale.

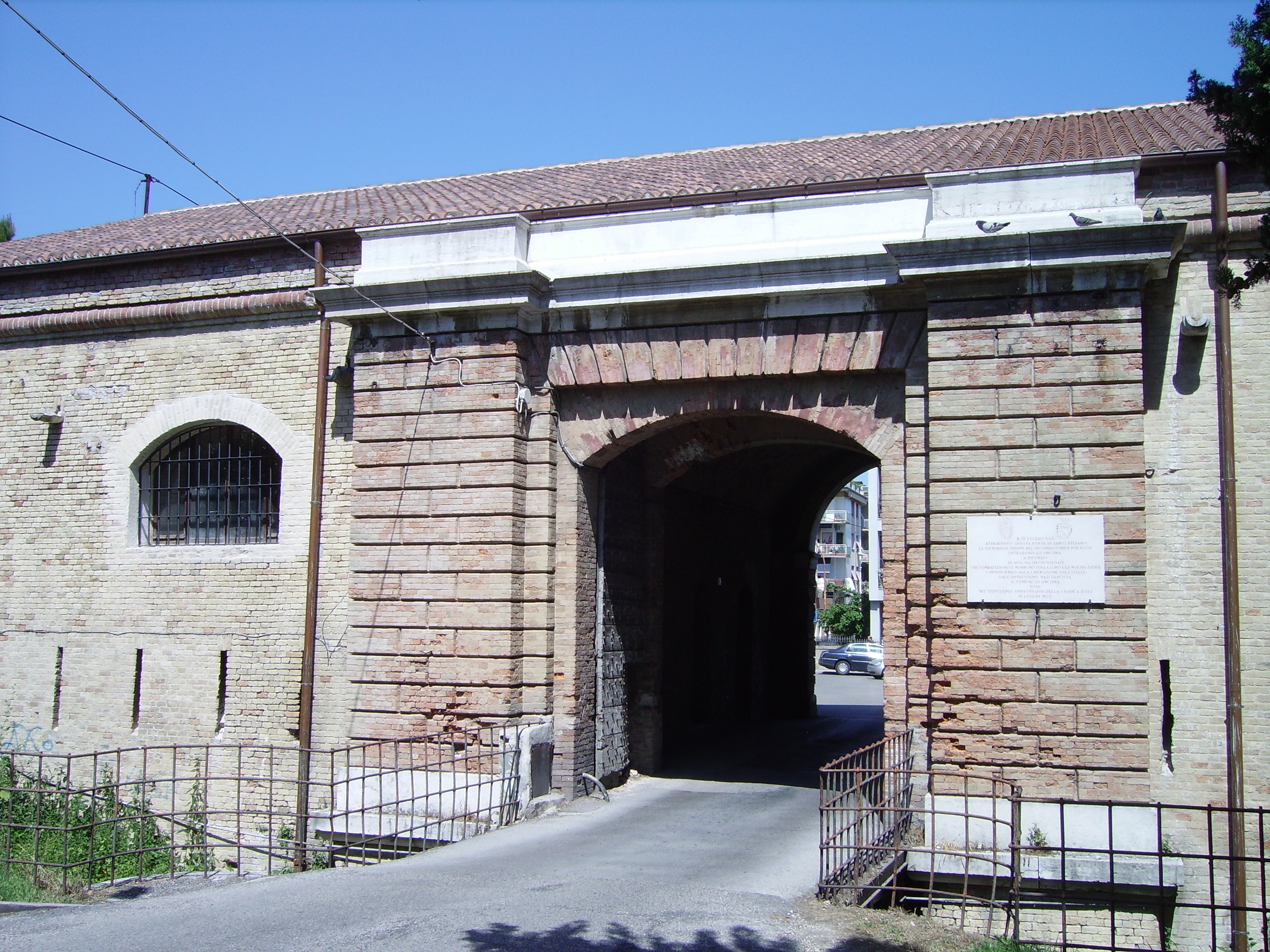
Ancona, Porta Santo Stefano

Il Pirani contesta infatti la tradizionale collocazione della basilica, poi cattedrale di Santo Stefano, sul colle Astagno di Ancona:
La descrizione che Procopio da Cesarea fa di Ancona al tempo della guerra gotica, nella prima metà del sec. VI, ce la fa vedere come un castello che ha la rocca sulla sommità dell'attuale colle Guasco, una cinta di mura che racchiudeva il borgo all'altezza dell'attuale piazza S. Francesco d'Assisi e molte abitazioni al di fuori delle mura. L'ingresso era allora rappresentato dalla Porta Cipriana, ubicata tra le vie Fanti, dell'Ospizio e Birarelli; a questa porta arrivavano due strade, quella che è ora la già citata via Fanti e quella chiamata via del Faro, ultimo tratto di un percorso che correva nella zona alta delle colline che si susseguono, lato mare, dalla località Passetto, luogo ove la strada che proveniva da Numana si divideva in due tracciati, uno a mezza costa e l'altro sulle colline. 
L'ubicazione della basilica di S. Stefano dovrebbe quindi ricercarsi lungo gli ultimi tratti della via che passava per le colline, il che corrisponderebbe a quanto scrive papa Gregorio: "juxta civitatem sita est" (...è sita fuori della città...). Sarebbe perciò non sull'Astagno, che è la collina di fronte, ma sul Cardeto o su quello oggi detto dei cappuccini; quest'ultimo sarebbe poi da scartarsi in quanto ivi esisteva una chiesa dedicata a San Cataldo, segno della presenza li una comunità sicula, atteso il culto che questo Santo riscuote nell'isola, e che darà, attorno alla metà del trecento, il nome alla Fortezza papale eretta dal cardinale Egidio Albornoz. 
Ma vi è anche un'altra eventualità da tener presente. Le frane hanno profondamente modificato la linea di costa, ed anche recentemente si è dovuto abbandonare il faro eretto nel 1859. Se la basilica fosse stata eretta in un luogo non lontano dalla linea di costa potrebbe essere sparita in occasione di una frana. A supporre questa eventualità, la vicenda di una chiesa, elencata tra quelle che versano le decime nel 1290, S. Maria in Porta Superiana: come S. Maria in Porta Cipriana - poi S. Anna - era vicina ad una porta della città, anche questa doveva esserlo ed il nome della porta Superiana, la dice collocata in alto, anzi nel punto più alto. Questa chiesa, dopo la sua presenza nel registro delle decime, non figura più tra quelle del secolo XIV e seguenti, sicuramente scivolata in mare in uno dei movimenti che interessarono là linea di costa. Con S. Maria in Porta Superiana, sparì forse anche S. Stefano Insigne.»
Venne distrutta dopo l'assedio di Federico Barbarossa nel 1174.
Il religioso Giuseppe Cappelletti nel suo “Le Chiese d'Italia dalla loro origine sino ai giorni nostri – opera di Giuseppe Cappelletti Prete veneziano” conferma la versione storica secondo la quale la cattedrale di Santo Stefano non fu distrutta né dai Saraceni né dagli Ostrogoti.
Egli aggiunge anche che durante l'assedio dei saraceni le spoglie dei santi protettori furono miracolosamente preservate e collocate nella seconda cattedrale di San Lorenzo, sulla cima del Guasco. Rimase però la Cattedrale di Santo Stefano come cattedrale cittadina.